# Verrätergasse

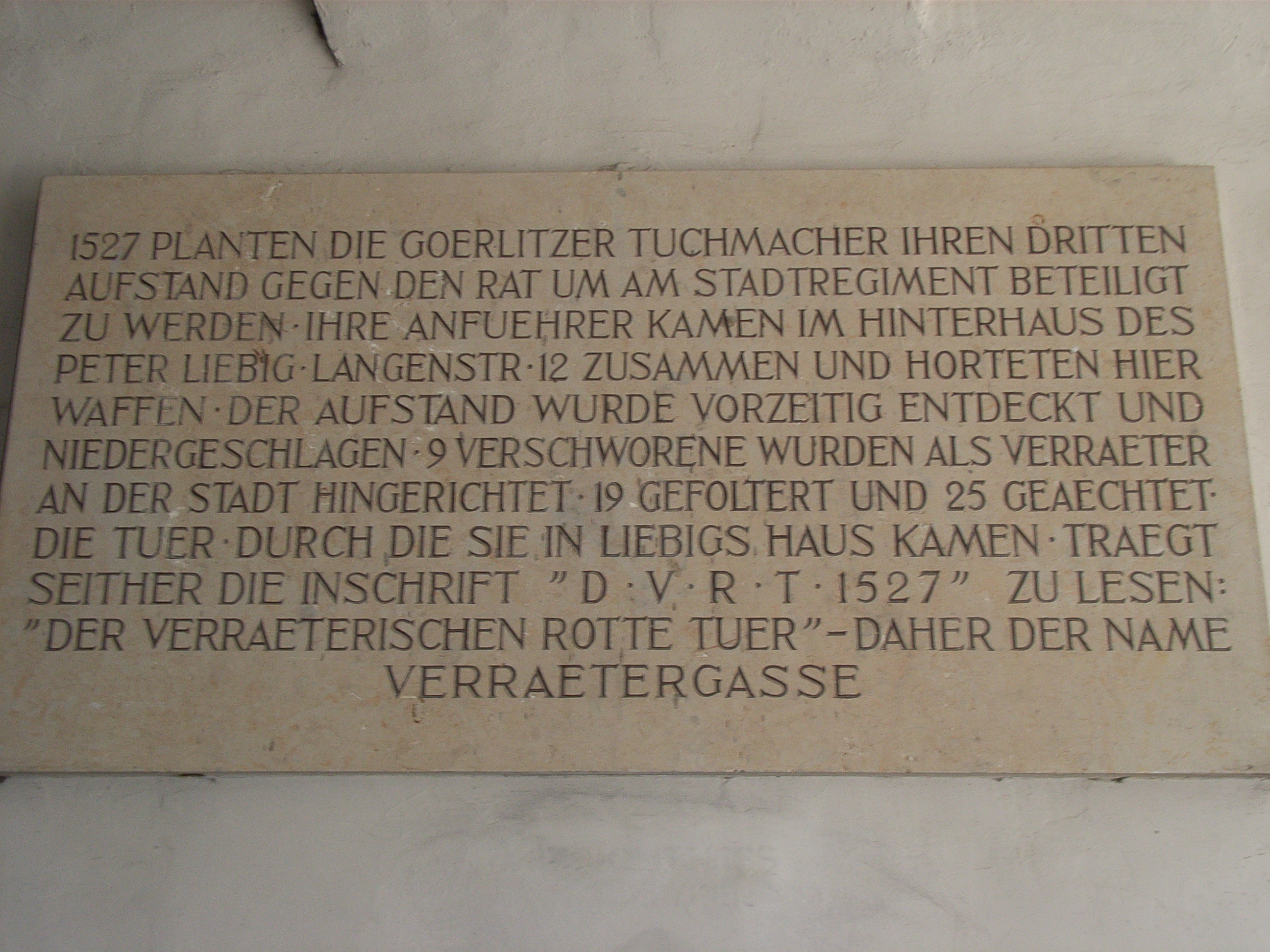
Tablica pamiątkowa

Verrätergasse (dosł. ulica Zdrajców) – jedna z ulic na Starym Mieście w Görlitz, rozciąga się pomiędzy ul. Langenstraße a Rynkiem Górnym.
Ulica została nazwana dla upamiętnienia nieudanej próby obalenia rady miejskiej w 1527 roku przez sukienników miasta Görlitz, którzy spotykali się spiskować właśnie przy niej. Próba spisku została krwawo stłumiona, dziewięciu buntowników stracono, a czternastu uwięziono.